# Берклі Белл
Берклі Белл (англ. Berkeley Bell; 8 листопада 1907 — 15 червня 1967) — колишній американський тенісист.
Здобув 24 одиночні титули.
Найвищим досягненням на турнірах Великого шолома були фінали в парному розряді.

## Фінали турнірів Великого шолома

### Парний розряд (2 поразки)
| Результат | Рік  | Турнір        | Покриття | Партнер        | Суперники                   | Рахунок             |
| --------- | ---- | ------------- | -------- | -------------- | --------------------------- | ------------------- |
| Поразка   | 1929 | Чемпіонат США | Трава    | Льюїс Вайт     | Джордж Лот Джон Доуґ        | 8–10, 6–1, 4–6, 1–6 |
| Поразка   | 1931 | Чемпіонат США | Трава    | Ґреґорі Менґін | Джон Ван Рин Вілмер Еллісон | 4–6, 3–6, 2–6       |